# Stelle
Stelle é um município da Alemanha localizado no distrito de Harburg, estado de Baixa Saxônia.